# Yosemitedalen

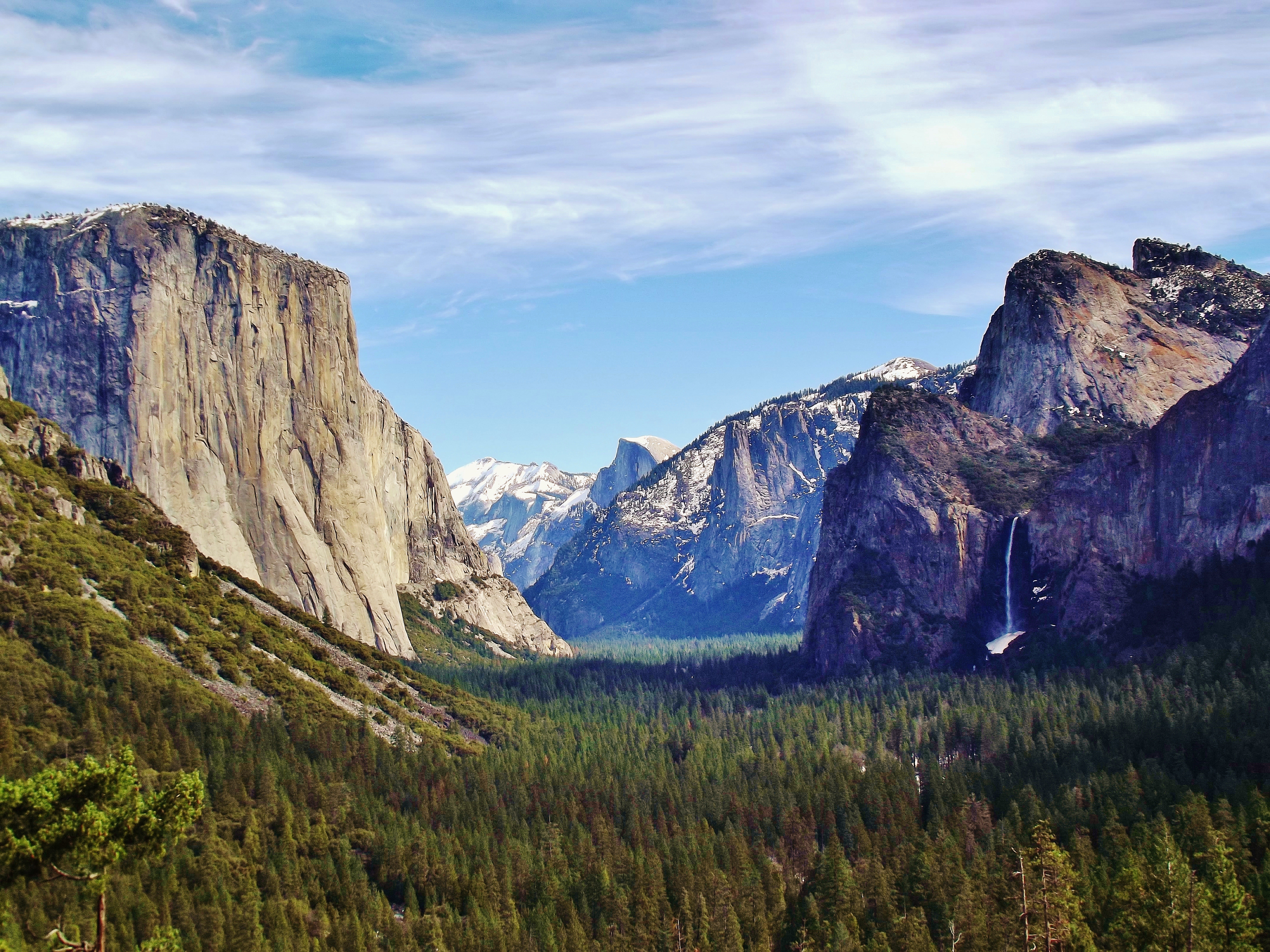
Tunnel View i Yosemitedalen

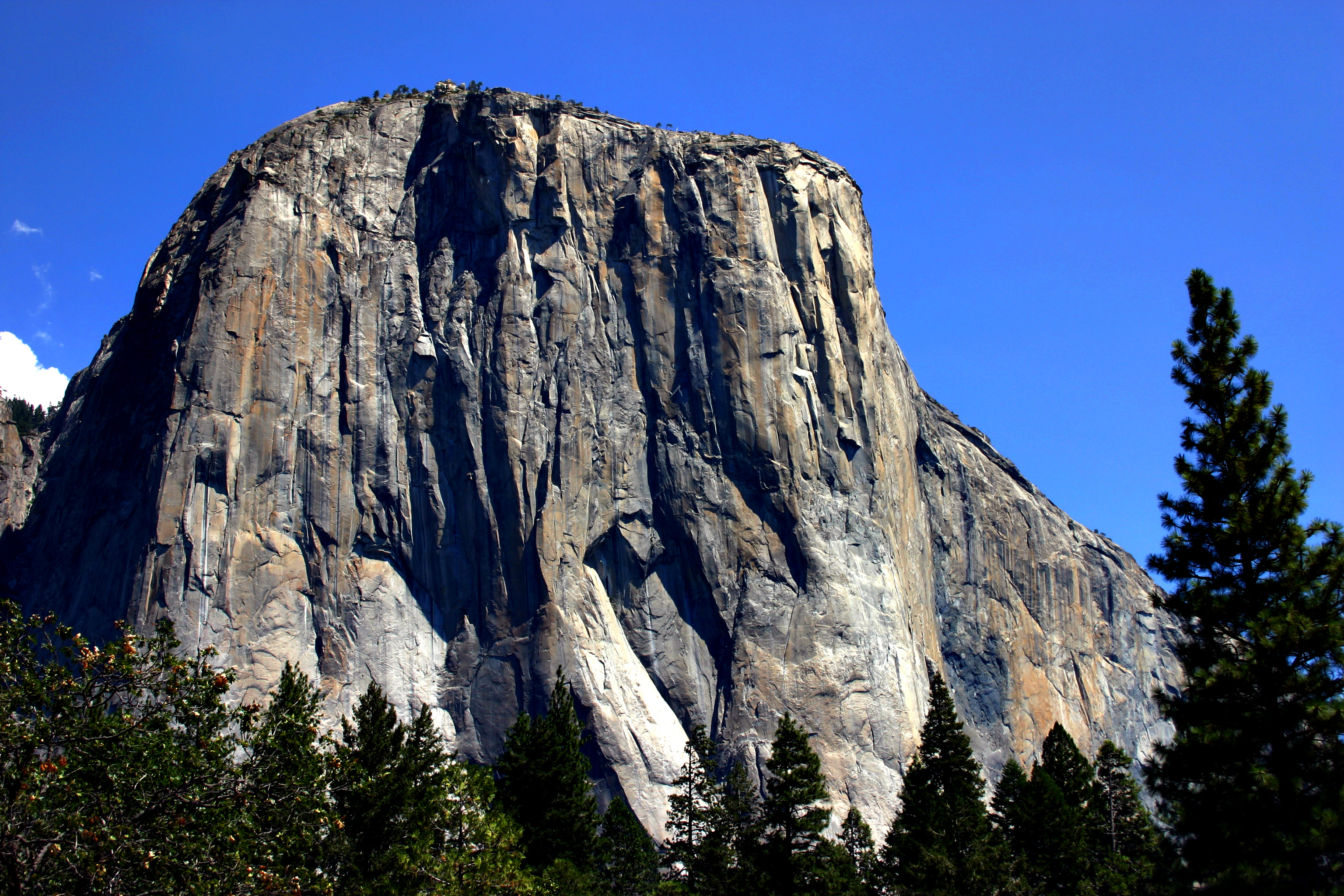
Sydvästra sidan av El Capitan sedd från Yosemitedalen

Yosemitedalen, Yosemite Valley (uttal: /joʊˈsɛmɨtiː/), är en dalgång i Yosemite nationalpark i västra Sierra Nevada i Kalifornien. Dalen är cirka 13 km lång och upp till 1600 m djup, omgiven av höga bergstoppar i granit, bland andra Half Dome och El Capitan, och är bevuxen av barrträd. Utmed dalen flyter Mercedfloden och en mängd vattenflöden och bäckar såsom Tenaya, Illilouette, Yosemite och Bridalveil, vilka utgör några av de högsta vattenfallen i Kalifornien. Dalen är känd för sin vackra natur, och anses vara nationalparkens huvudattraktion, med besökare från hela världen.

## Beskrivning
Yosemitedalen ligger vid västra sluttningen av bergskedjan Sierra Nevada, 240 km öster om San Francisco. Den sträcker sig 11 km i öst-västlig riktning, med en bredd på cirka 1,6 km.
Yosemitedalen utgör endast en procent av parkens yta, men det är hit de flesta besökare tar sig. Vattenflödena i dalen mynnar alla ut i Mercedfloden, som flyter västerut genom dalen ner till resten av bergskedjan till San Joaquindalen. Den platta marken i Yosemitedalens dalgång hyser både skogar och stora öppna fält, och ger hisnande vyer av omgivande bergskammar och vattenfall.
Det första besökare ser när de kommer till Yosemitedalen är Tunnel View. Så många tavlor har målats från en utkiksplats i närheten av Tunnel View att nationalparkens serviceteam kommit att kalla utkiksplatsen för Artist Point.
Utsikten från den lägre (västra) änden av dalen innefattar det stora granitblocket El Capitan till vänster, och Cathedral Rocks till höger med Bridalveil Fall. Alldeles efter denna plats vidgar sig plötsligt dalen med the Cathedral Spires ("Katedralspirorna"), sedan den spetsiga obelisken Sentinel Rock i söder. På andra sidan dalen på norrsidan reser sig "Three Brothers" ("De tre bröderna"), den ena högre än den andre likt gavlar uppförda i samma vinkel – det högsta bergskrönet är Eagle Peak ("Örntoppen"), med de två lägre kända som Middle brother och Lower brother ("Mellan- och lägre brodern").
Hit fram har dalen svängt blygsamt åt vänster, norrut. Men härifrån gör den en häftig högersväng, med Yosemite Falls i norr, följt av Royal Arches, som toppas av North Dome. Mittemot i söder ligger Glacier Point, 975 m över dalbotten. Vid denna plats delar sig dalen itu, ena dalgången bär av nordost, den andre buktar i syd-sydostlig riktning. Mellan de båda, vid dalens östra ände, ligger Half Dome, den mest kända och igenkännliga sevärdheten i Sierra Nevada. Högre upp och nordost om Half Dome ligger Cloud's Rest; på 3025 m, den högsta punkten i Yosemitedalen.

## Vatten

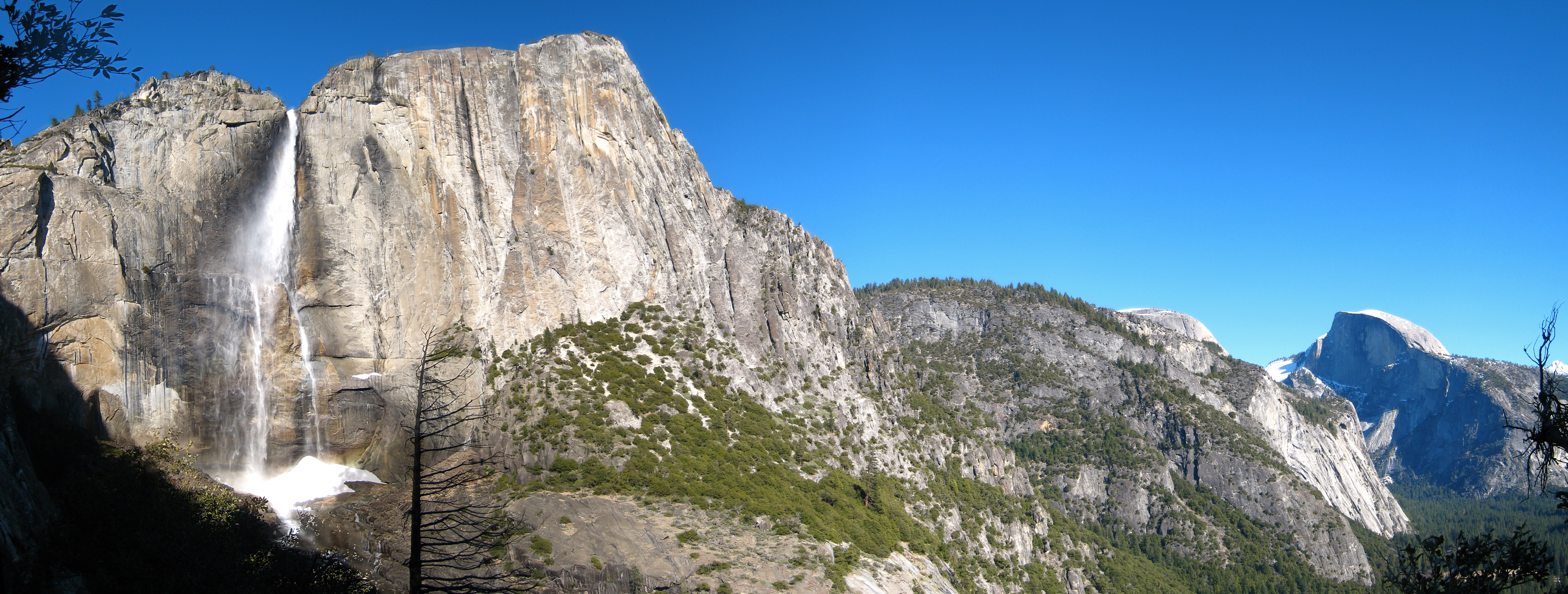
Yosemite Falls och Half Dome i vintertid

Snösmältningen från Sierra Nevadas berg bildar bäckar och fjällsjöar. Dessa bäckar rinner mot Yosemitedalens kant och strömmar ner över bergskanterna i vackra vattenfall.
En mängd strömmar och bäckar löper över Sierra Nevadas bergskrön ned längs dalsidan och förenas vid Merced Lake. Mercedfloden flyter sedan ned till slutet av dess kanjon (Little Yosemite Valley), där vad som kallas the Giant Staircase ("Den stora trappan") följer. Det första fallet är Nevada Fall, ett fall på 181 meter, som piskar mot granitklippan därunder. Därefter kommer Vernal Fall, med 97 meters fallhöjd, ett av de mest pittoreska vattenfallen i Yosemitedalen. Mercedfloden rör sig sedan nedåt för att möta bäcken Illilouette Creek, som faller från dalsidans kant och bildar Illilouette Fall. De flyter samman vid botten av strömmarnas vardera klyftor, och flyter sedan till "Happy Isles" för att möta bäcken Tenaya Creek vid östra änden av den egentliga Yosemitedalen.
Tenaya Creek rinner sydväst från Tenayasjön och nedför Tenaya Canyon, för att slutligen rinna mellan Half Dome och North Dome före den ansluter sig till Mercedfloden. Följande fall rinner över dalens krön för vid dess botten möta floden:
- Yosemite Falls (739 m), Upper Yosemite Fall (440 m), the middle cascades (200 m), och Lower Yosemite Fall (98 m). (Yosemite Creek)
- Snow Creek Falls (650 m)
- Sentinel Falls (590 m)
- Ribbon Fall (491 m)
- Royal Arch Cascade (380 m)
- Lehamite Falls (360 m)
- Staircase Falls (310 m)
- Bridalveil Fall (190 m). (Bridalveil Creek)
- Nevada Fall (181 m)
- Silver Strand Falls (170 m)
- Vernal Fall (97 m)